# Фарнак I од Понта
Фарнак I од Понта (грч. Φαρνάκης) је био пети краљ Понта од око 185. п. н. е. до око 155. п. н. е. Заузео је Синопу и учинио је главним градом Понта. Спроводио је експанзионистичку политику против Пергама, Битиније и Кападокије. Ратовао је са Пергамом од 181. до 179. пре н. е, али суочен са неколико пергамских савезника био је присиљен на мировни споразум и плаћање одштете.

## Освајање Синопе
Наследио је свога оца Митридата III од Понта између 190. п. н. е. и 183. п. н. е. Водио је експанзионистичку политику против Пергама, Битиније и Кападокије. Током 183. п. н. е. опседао је и освојио Синопу, значајну луку на Црном мору. Напредовао је дуж северне обале Мале Азије, тако да се и Хераклеја осећала угроженом. Представници Родоса жалили су се Риму због напада на Синопу. Сенат је одлучио да пошаље комисију, која би испитала ситуацију. Фарнак I је након освајања Синопу учинио престолницом Понта. У исто време када се на Фарнака жалио Родос жалили су се и представници пергамскога краља Еумена II. Након освајања Галатије Пергам је постао сусед од Понта.

## Рат са Пергамом
Понт и Пергам слали су бројна посланства у Рим да би се жалили на супротну страну. Изгледа да Синопа није била повод за рат Пергама и Понта. Сенат је послао комисију да испита ситуацију, која је тада успела да уговори примирје између две стране. Почетком 180. п. н. е. Фарнак I је не чекајући повратак посланстава одлучио да нападне Еумена II и Аријарата IV, а послао је и Леокрита са 10.000 војника да опустоши Галатију. Еумен II је сакупио војску и кренуо у Галатију и ту се састао са Аријаратовом војском. У то време стигли су и римски посланици, који су дошли да би склопили мир. Римски посланици су тражили од Еумена II да прекине рат и да се повуче, што је он учинио. Фарнак је најпре одбио римски захтев да преговара са Еуменом II, али након упорног инсистирања послао је своје опуномоћенике у Пергам на преговоре. Еумен II је био спреман на одређене уступке, али Фарнакови захтеви су били претерани, тако да се рат наставио.

## Мировни споразум 179. п. н. е.
У наставку рата Еумена II помогали су Рођани и Аријарат IV од Каподокије. Еумену се по свој прилици придружио и Прусија II, краљ Битиније. У једном тренутку Селеук IV Филопатор је покренуо војску намеравајући да помогне Фарнака против проримске коалиције, али предомислио се знајући да би то представљало кршење мировнога споразума из Апамеје. Фарнак I је био суочен са удруженим непријатељским снагама, којима се није могао супротставити, па је 179. п. н. е. био спреман на сваки мировни споразум. Између супростављених страна склопљен је мир. Фарнак је требало да се повуче из Галатије и Пафлагоније и да врати расељено становништво. Аријарату IV је требало да врати одузета места, а Еумену II је требало да врати Тиј. Требало је да врати све заробљене и дезертере. Морзију и Аријарату требало је да врати 900 таланата, а Еумену је требало да плати 300 таланата ратне одштете. Ипак Синопу није вратио.

## Породица
Фарнак се 172/171. п. н. е. оженио Нисом, ћерком Лаодике IV и селеукидскога престолонаследника Антиоха, сина Антиоха III. Преживели су извесни натписи о Фарнаковим поклонима Атини и Делосу. Имали су двоје деце, сина Митридата V од Понта и ћерку Нису од Каподокије, која је била позната као Лаодика. Фарнака је наследио његов брат Митридат IV од Понта, а после стрица краљ је постао Фарнаков син Митридат V од Понта